# حلوان 300
حلوان 300 طائرة مقاتلة صنعت وطورت بجمهورية مصر العربية في فترة الستينات. المصمم الألماني ويلي مسرشميت، وشركة «هيسبانو أبياثيون» (بالإسبانية: Hispano Aviación) قاموا بتصميمها في البداية كطائرة اعتراضية للقوات الجوية الأسبانية ولكن تم رفع الدعم عن المشروع وإلغائه ثم طلبت مصر تنفيذ المشروع وتقديم الدعم فحول المشروع لمصر. بنيت من الطائرة حلوان 300 ثلاثة نماذج أولية حتى ألغى المشروع عام 1969.
النموذج الأول نقل في عام 1991 إلى المتحف الألماني بمدينة ميونخ.

## التاريخ
في بداية الستينيات بدأت مصر بتوجيه من الرئيس جمال عبد الناصر صناعة طيران مدني وحربي على السواء، فنشأ مشروع طموح لإنتاج وتطوير طائرة أسرع من الصوت بمساعدة شركة إسبانية. وكان المهندس الألمانى المشهور ويلي مسرشميت المسئول عن المشروع. قام بتصميم طائرة شراعية خفيفة الوزن وتمت تسميتها بـ"HA-300P"، لتكون أساس لمشروع طائرة أسرع من الصوت، لكن ونظرا لضعف الموارد وعدم وجود دعم سار المشروع ببطيء حتي توقف إلى أن تم تمويله من قبل القوات الجوية الإسبانية التي سرعان ما ألغت دعمها له ليتوقف مرة أخرى، ثم تطلب مصر الحصول على المشروع وتقديم التمويل والدعم له.
بدأ المشروع في مصر بشراء التصميم الذي لم ينفذ بعد إنهاء إسبانيا دعمها للمشروع عام 1960. وبذلك انتقل المشروع إلى مصر وتم دعوة خبير المحركات النفاثة فريدناند براندنر لتصميم محرك جديد للطائرة.
تم توفير أماكن الاختبار والورش الخاصة بالطائرة والمحرك بقاعدة حلوان الجوية جنوب شرق القاهرة.

## المحرك
أختبر محرك من طراز بريستول أورفيوس من إنتاج شركة رولز رويس عليها، إلا أن مصر لم تقتنع بأدائه الضعيف، كما أن الرئيس المصري جمال عبد الناصر رأي أن الاعتماد على محرك بريطاني يشكل تهديدا للأمن القومي المصري ذلك نظرا لحالة العداء المتبادل بين مصر وبريطانيا وقتها خاصة أن حربا قامت بينهما عام 1956 (العدوان الثلاثي)، وقامت مصر بتصنيع وإنتاج المحرك إي-300 الأفضل.
تم تجربة المحرك الجديد إي-300 أول مرة في يوليو 1963 في حين أن النموذج التجريبى للطائرة HA-300 تم تجربته في 7 مارس 1964، وحقق المحرك المصري نجاح باهر وأداء عاليا أدي إلى اقتناع الهند بالمشاركة في تمويل المحرك حتي تستخدمه لطائراتها من طراز ماروت HF-24 Marut.
قامت الهند بالمساعدة في التمويل لتطوير المحرك إي-300 وذلك لاستخدامه في مقاتلاتها HF-24 Marut وتم إرسال اثنان من الطيارين المصريين لكلية الطيران بالهند للاستعداد لقيادة الطائرة حلوان 300 ووفرت الهند طائرة من طراز Marut لتجربة محرك إي-300 المصري.

## نهاية المشروع
بعد نكسة 1967 مارس السوفيت ضغط متواصل لإيقاف المشروع وإلا فلن يمد مصر بالسلاح في وقت كان فيه هو المورد الأوحد للسلاح إلى مصر وخصوصا أن مشروع الطائرة كان ناجحا لدرجة أن قدرات الطائرة كانت أفضل بمراحل من الطائرة السوفيتيية ميج 21 الأضعف والأقل قدرة ومناورة ومدي وتسليح، ما جعلها تشكل خطرأعلى مبيعات طائرات ميج وبالتالي خسارة كبيرة للإتحاد السوفيتيي خاصة أن الطائرة المصرية كانت ستسوق للدول الاشتراكية المعادية للغرب وهذا السوق هو نفسه السوق المستهدف لمبيعات السلاح السوفيتيية، كذلك الوضع العسكري السئ لمصر في أثناء حرب عام 1967 والذي أدي إلى تدمير أجزاء كبيره من الجيش المصري وعدم وجود أي دعم عربي لمصر حينها سواء دعم بقوات عسكرية أو دعم بالسلاح أو المال.
بالإضافة لما سبق، وأيضا كنتيجة للمشاكل المالية وتوافر عدد كبير من الطائرات الروسية التي تم تخفيض سعرها فقط وخصيصا لمصر لتدعيم موقف مصر في الحرب، إضطرت الحكومة المصرية إلى إلغاء المشروع في 1969 وذلك بعد إنتاج النموذج الثالث من المحرك إي-300 وتجربته ونجاح الطائرة وتوقفها عند حد الإنتاج الكمى لها.

## تكلفة المشروع
- كلف هذا المشروع الحكومة المصرية أكثر من 135 مليون جنية مصري أي ما يوازي حاليا 14 مليار جنيه مصري أو 2.3 مليار دولار، وتم استخدام المحرك إي-300 في المقاتلات الهندية HF-24 Marut.

## الطائرات المعروضة

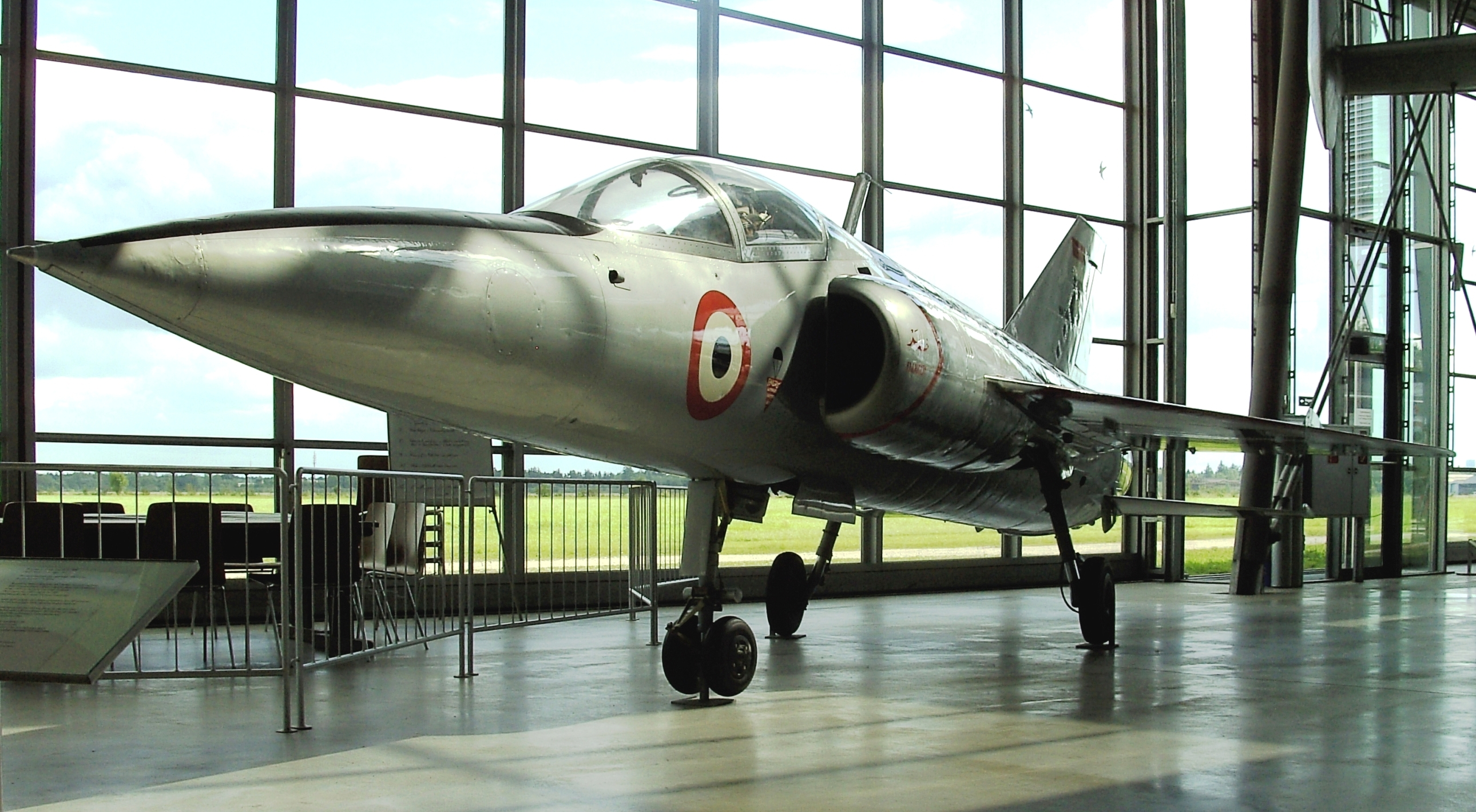
أول نموذج أولي للطائرة حلوان HA-300 في المتحف الألماني Flugwerft Schleissheim بالقرب منميونيخ، ألمانيا

- تم عرض أول نموذج أولي HA-300 في متحف Flugwerft Schleissheim الألماني في Oberschleißheim بالقرب من ميونيخ منذ عام 1997. تم شراؤه بواسطة Daimler-Benz Aerospace AG وتم ترميمه في Manching بواسطة MBB على مدى خمس سنوات ونصف.
- يتم عرض واحد من طراز HA-300 بواسطة Messerschmitt Stiftung في Manching.

## المستخدمون

### الطائرة
- مصر

القوات الجوية المصرية.
- الجزائر

القوات الجوية الجزائرية.
أجري الرئيس الجزائري أحمد بن بلة مفاوضات لشراء الطائرة مع الرئيس جمال عبد الناصر وشاهدا عرضا جويا لأحد نماذج الطائرة، وقد وافق الرئيس المصري على بيع الطائرة للجزائر بنظام الأجل الطويل نظرا للظروف الاقتصادية للجزائر بعد تحررها من الاستعمار وذلك فور دخول الطائرة لخطوط الإنتاج بعد انتهاء تطويرها، إلا أن نكسة عام 1967 وتوقف المشروع أدي إلى تجميد الصفقة إلى أن ألغيت.

### المحرك
- مصر

القوات الجوية المصرية.
- الهند

القوات الجوية الهندية.

## المواصفات (HA-300 مع محرك Orpheus 703)

رسم تخطيطي للطائرة حلوان HA-300 المصرية

بيانات من متحف Flugwerft Schleissheim الألماني، وtheaircache.com.

### الخصائص العامة
- الطاقم: واحد
- الطول: 12.40 م (40 قدم 8 بوصة)
- باع الجناح: 5.84 م (19 قدم 2 بوصة)
- الارتفاع: 3.15 م (10 قدم 4 بوصة)
- مساحة الجناح: 16.70 م2 (179.8 قدم مربع)
- الجنيح: ثنائي التحدب 3٪
- الوزن الفارغ: 2100 كجم (4630 رطل)
- الوزن الإجمالي: 5443 كجم (12000 رطل)
- المحرك: محرك واحد طراز Bristol Orpheus 703-S-10 (أول نموذجين أوليين) نفاث توربيني، 21.6 كيلو نيوتن (4900 رطل) دفع جاف، 36.3 كيلو نيوتن (8200 رطل) مع الحارق اللاحق. وتم استبداله لاحقا بقرار رئاسي بالمحرك المصري طراز Brandner E-300 (النموذج الأولي الثالث) بقوة دفع بلغت 32.4 كيلو نيوتن (7300 رطل في الثانية) دفع جاف، و47.2 كيلو نيوتن (10600 رطل) مع الحارق اللاحق.

### الأداء
- السرعة القصوى: 2100 كم/ساعة (1,300 ميل في الساعة) 2.1 ماخ بالمحرك المصري Brandner E-300. و1.7 ماخ بالمحرك البريطاني.
- المدى: 1400 كم
- سقف الخدمة: 18000 م (59000 قدم)
- معدل الصعود: 203 م/ث (40000 قدم/دقيقة)
- تحميل الجناح: 125749 كجم/م2 (25.755 رطل/قدم مربع)
- القوة/الكتلة: 0.88

### التسليح
- المدفع: مدفعين Hispano عيار 20 ملم أو أربعة مدافع طراز Nudelman-Rikhter NR-23 عيار 23 ملم.
- نقاط التعليق:
  - صواريخ جو-جو: صواريخ طراز K-13 موجهة بالأشعة تحت الحمراء.

### اقتباسات
1. ↑  "Helwan HA-300". aviationsmilitaires.net (بالفرنسية). 17 Sep 2014. Archived from the original on 2016-03-04. Retrieved 2014-10-14.
2. ↑  "Helwan HA-300". globalsecurity.org. مؤرشف من الأصل في 2017-12-03. اطلع عليه بتاريخ 2016-01-29.
3. 1 2  Guilfoil، John M. (13 يوليو 2012). "HA-300". Air Cache. مؤرشف من الأصل في 2017-12-23. اطلع عليه بتاريخ 2014-10-14.
4. ↑  Group Captain Kapil Bhargava. "Messerschmitt's HA-300 and its Indian Connection". MEMOIRS. القوات الجوية الهندية. مؤرشف من الأصل في 2014-02-20. اطلع عليه بتاريخ 2008-08-08.
5. ↑  الطائرة حلوان 300 المصرية. نسخة محفوظة 09 يونيو 2015 على موقع واي باك مشين.
6. ↑  "Deutsches Museum: HA-300". web.archive.org. 14 أبريل 2015. مؤرشف من الأصل في 2015-04-14. اطلع عليه بتاريخ 2020-11-11.{{استشهاد ويب}}:  صيانة الاستشهاد: BOT: original URL status unknown (link)

## وصلات خارجية
- https://web.archive.org/web/20081221052051/http://www.geocities.com/yahia_al_shaer/YS-H300-200-1.htm
- http://www.aviationfans.com/?q=node/4
- http://avia.russian.ee/air/egypt/helwan_h-300.php
- http://www.bharat-rakshak.com/IAF/History/Aircraft/Marut1.html نسخة محفوظة 28 يوليو 2013 على موقع واي باك مشين.